# Comendador Levy Gasparian
Comendador Levy Gasparian is een gemeente in de Braziliaanse deelstaat Rio de Janeiro. De gemeente telt 8.839 inwoners (schatting 2009).

## Verkeer en vervoer
De plaats ligt aan de radiale snelweg BR-040 tussen Brasilia en Rio de Janeiro.